# Портрет на Мария-Амалия Саксонска яздеща кон
„Портрет на Мария-Амалия Саксонска яздеща кон“ (на италиански: „Ritratto equestre di Maria Amalia di Sassonia“) е картина на италианския художник Франческо Лиани от 18 век. Картината (315 х 258 см), изложена в зала 34 на Национален музей „Каподимонте“, Неапол. Използваната техника е маслени бои върху платно.

## История
Картината е нарисувана в последните години, преди заминаването на Мария-Амалия Саксонска и Карлос III за Испания. Тя е изложена в Кралския апартамент в Музей „Каподимонте“, Неапол. Подобен на този портрет и от същия художник е Портрет на Карлос III де Бурбон яздещ кон.

## Описание
Творбата на художника е малко необичайна за периода, в който е нарисувана. Кралицата облечена в мъжки дрехи, яздеща неоседлан буен кон и може да бъде оприличена с баща ѝ Август III, в същия период крал на Полша. Макар в картината да е изобразена малко по-възрастна, тя всъщност умира доста млада, едва 36-одишна. Родила 13 наследника, участвала в съставянето на проектите за изграждането на Театър Сан Карло в Неапол, Дворец „Каподимонте“ в Неапол, Дворец „Портичи“ в Портичи, за краткия си живот Мария-Амалия Саксонска прави много. Франческо Лиани макар метафорично е изобразил силната саксонка, способна да държи в ръцете си съдбата на кралството и да внушава респект – качества, поради които е била уважавана от приближените се и почитана от населението. На фона се забелязват ездачи, отиващи на лов.